# ロディ・リッチ
ロディ・リッチ（Roddy Ricch、本名: Rodrick Wayne Moore, Jr.、1998年10月22日 - ）は、アメリカ合衆国カリフォルニア州コンプトン出身のラッパー、歌手、ソングライター、ヒップホップミュージシャン。
2017年にミックステープ『Feed Tha Streets』、2018年に『Feed Tha Streets II』をリリース。2019年、客演で参加したニプシー・ハッスルの楽曲「Racks in the Middle」がヒットしグラミー賞最優秀ラップ・パフォーマンス賞を受賞する。2019年、デビュー・アルバム『Please Excuse Me for Being Antisocial』をリリースし、米Billboard 200で1位を記録。収録曲「The Box」は翌年に11週に渡り全米1位を記録するなど世界的な大ヒットを記録する。また2020年、客演で参加したDaBabyの楽曲「Rockstar」も全米1位を記録するなど世界規模のヒットとなった。

## 来歴
1998年10月22日、ロディ・リッチことロドリック・ウェイン・ムーア・ジュニアは、カリフォルニア州コンプトンで生まれた。青年期にはジョージア州アトランタに住んでいた時期もあり、コンプトンではストリートギャングのパーク・ビレッジ・コンプトン・クリップスのメンバーだった。ロディ・リッチは8歳でラップと歌を始め、16歳から本格的にビートを作り始めた。
2017年11月、自身初の音楽プロジェクトであるミックステープ『Feed Tha Streets』をリリースし、ミーク・ミル、ニプシー・ハッスル、03 Greedo、マスタードから称賛を受けた。
2018年3月、EP『Be 4 Tha Fame』をリリース。7月にLondon on da Trackプロデュースのシングル「Die Young」をリリースし、YouTubeで8000万回以上の再生回数を記録、Spotifyでは1億2000万回以上のストリームを記録した。一躍知名度を上げたロディ・リッチは11月2日に2作目のミックステープ『Feed Tha Streets II』をリリースする。ミックステープと収録曲「Die Young」はロディ・リッチにとって初のBillboardチャート入りを果たす。
2019年2月15日、ロディ・リッチはニプシー・ハッスルの楽曲「Racks in the Middle」に客演で参加し、グラミー賞最優秀ラップ・パフォーマンス賞を受賞する。6月28日、プロデューサーのMustardの楽曲「Ballin'」に参加し全米12位を記録する。この曲は、グラミー賞で最優秀ラップ／歌唱パフォーマンス賞にノミネートされた。
2019年12月6日、デビュー・アルバム『Please Excuse Me for Being Antisocial』をリリースし、米Billboard 200で4週連続の1位を記録する。収録曲「The Box」はチャートを駆け上がり、2020年に入り11週連続の全米1位を記録する。この曲はカナダやニュージーランドなどでも1位を記録し、ロディ・リッチにとって初の世界的大ヒットとなった。

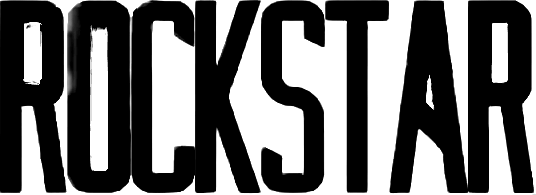
DaBabyとの楽曲「Rockstar」のロゴ

2020年4月、DaBabyの楽曲「Rockstar」にフィーチャリングで参加し、米Billboard Hot 100で7週に渡り1位を記録する。この曲はイギリスをはじめとする数カ国で1位を記録し、ロディ・リッチにとってこの年2曲目の世界的大ヒットとなった。 6月、BETアワードでアルバム・オブ・ザ・イヤーを受賞した。
2021年2月21日、ジョージア州アトランタでロディ・リッチと42 Duggのミュージックビデオ撮影中に銃撃が発生し、3人が負傷した。2021年6月4日、シングル「Late at Night」をリリースした。

## 音楽性
ロディ・リッチの声はボーカルフィルターとの相性が抜群なことで知られている。彼のスタイルはラップと歌を融合させたものであり、Vulture誌のポール・トンプソンは「紛れもない才能あるボーカリストであり、説得力のあるソングライター」と延べ、「ヤング・サグと同じ構文やイントネーションを頻繁に用いている」と評している。
タイム誌のキャディ・ラングは「ラッパーとしての驚くべきスタイルは、彼の西海岸ヒップホップのルーツと、トラップミュージックとシカゴのドリルラップのサウンドを組み合わせたもので、人生の厳しい現実を熟考することから、自由奔放さに満ちた威勢の良さに至るまで、彼の歌詞にさらなる重厚感を与えている」と指摘している。
ロディ・リッチは曲のテーマについて人生からインスピレーションを得ていると述べている。「人生を経験するにつれて、僕の音楽は進化していくんだ。同時に、僕は今でも自分の世界のストーリーを伝えている。僕は常に彼らを代表しているよ。僕の人生が変化し始め、いろんなことが出来るようになっても、僕は今でも彼らと関わりを持ちたいと思っている」と述べている。

### 影響を受けたアーティスト
ロディ・リッチは音楽的な影響力として、故郷コンプトン出身のケンドリック・ラマーを挙げている。また、Speaker Knockerz、ヤング・サグ、フューチャー、グッチ・メインからも影響を受けたと述べている。

## ディスコグラフィ
スタジオ・アルバム
- Please Excuse Me for Being Antisocial (2019年)
- Live Life Fast（2021年）